# Bomberman
Pour les articles homonymes, voir Bomberman (homonymie).
Bomberman (ボンバーマン, Bonbāman) est une série de jeux vidéo créée par Hudson Soft où le joueur incarne un poseur de bombes, le but étant de faire exploser les adversaires/ennemis pour gagner. Le jeu a connu un grand succès, surtout grâce à son mode multijoueur qui, suivant les machines, permet de jouer jusqu'à une dizaine de personnes en même temps.

## Apparence et premières apparitions de Bomberman
La première apparition de Bomberman date de 1983 sur MSX et ZX Spectrum. À l'époque, il s'agissait d'un petit bonhomme avec un chapeau. Il est apparu sur MSX en 1985 puis sur la NES en 1987 sous le nom de Bomberman.
C'est dans Bomberman Special qu'il adopte une apparence de robot style cartoon. Pourtant, sur la boîte américaine de Bomberman (version NES), l'illustration présente un robot d'aspect très sérieux (dans le même esprit que d'autres boites de jeux dont l'aspect externe était changé pour le marché américain et européen). Cette comparaison peut aussi être faite avec la boîte de la version NES classics (Famicom mini en japonais sur GBA).
La première apparition aux États-Unis de Bomberman s'établit sur NES en 1987. À partir de la version Bomberman sur PC-Engine en 1990, on découvre que c'est un extraterrestre.
Au fil du temps et des versions, le poseur de bombes gagne des pouvoirs de plus en plus grands. Ainsi, dans le premier épisode, le personnage ne sait que poser des bombes. Les bonus du jeu se limitent aux bombes, aux flammes et aux bottes permettant respectivement d'augmenter le nombre de bombes que l'on peut porter, la portée des explosions et la vitesse de déplacement. Dans les versions suivantes le personnage peut, après avoir trouvé les bonus correspondants, lancer des bombes ou les pousser, traverser les murs, etc. Certaines versions ont vu apparaître des montures (ressemblant à des kangourous ou parfois à des sortes de méchas) apportant de nouveaux pouvoirs et modes de déplacement.
Certains épisodes se sont vus adaptés en 3D, cependant ils sont dénigrés par les fans de la première heure et la plupart des critiques, ceux-ci préférant la jouabilité des versions 2D.

## Bonus
Les jeux de la série des Bomberman proposent généralement tout un ensemble de bonus permettant d'améliorer les possibilités de son Bomberman. Ces bonus se trouvent la plupart du temps dans les blocs destructibles et apparaissent une fois ceux-ci détruits.
On trouve ainsi des bonus permettant d'améliorer les bombes posées et d'autres améliorant les caractéristiques du bomberman.

### Bonus de bombes
- Bomb Up - Ce bonus se présente sous la forme d'une bombe. Il augmente le nombre de bombes que peut poser simultanément le bomberman.
- Bomb Down - Il se présente sous la forme d'une bombe barrée d'une croix jaune. Il diminue d'une unité le nombre de bombes qu'il est possible de poser simultanément, le minimum étant une bombe.
- Flamme Jaune (ou encore Fire Up, Fireface) - Elle augmente la portée de l'explosion des bombes d'une case (portée maximale : environ 10 cases).
- Flamme Bleue (ou encore Fire Down) - Elle diminue la portée de l'explosion des bombes d'une case (portée minimale : 1 case).
- Flamme Rouge (ou encore Full Fire, Golden Flame, Golden Fireface) - Elle permet d'atteindre la portée maximale. Cela s'applique à toutes les bombes contrairement à la P-Bombe (Power Bomb).
- Mine - Elle peut être posée comme une bombe ordinaire mais n'explose pas au bout d'un certain temps comme les bombes classiques. La mine n'explose que lorsqu'elle est déclenchée soit par un bomberman marchant dessus, soit par l'explosion d'une autre bombe. La mine est généralement enfoncée dans le sol et seule une sorte d'antenne dépasse, indiquant sa présence. Les autres bombes posées par un bomberman disposant de la mine sont normales.
- Bombe Télécommandée (ou encore Remote Controlled, Remote Bomb, Detonator) - Cette bombe peut être déclenchée à distance par le bomberman qui l'a posée. Certainement l'un des bonus les plus performants pour piéger ses adversaires.
- Boyon' Boyon' (ou encore Jelly Bomb, Bouncing Bomb, Purple Bomb) - Il s'agit d'une bombe élastique qui peut rebondir contre les murs ou les bombermen lorsqu'elle est projetée à la suite d'un coup de poing ou d'un coup de pied. Il est en général très difficile de la faire s'arrêter de rebondir.
- P-Bombe (ou encore Power Bomb) - Marquée d'un P rouge, cette bombe permet au Bomberman de poser une première bombe disposant de la portée maximale d'explosion. Les bombes posées ultérieurement sont classiques.
- Bombe Chercheuse (ou encore Tracking Bomb) - La première bombe posée suit n'importe quel adversaire proche.
- Penetrator (ou encore Spike Bombe, Red Bomb, Pierce Bomb) - Cette bombe ornée de pointes possède une explosion capable de passer à travers les blocs destructibles, permettant ainsi de détruire plusieurs blocs alignés ou de toucher des adversaires situés derrière des blocs mous.
- Bombe Perle (ou encore Bead Bomb) [uniquement dans Saturn Bomberman] - Elle permet au Bomberman d'emporter la bombe sur laquelle il se trouve. Il clignote alors en jaune et peut se déplacer avec la bombe. Au moment où il relâche la bombe, celle-ci est projetée à toute vitesse devant le Bomberman et explose dès qu'elle rencontre un obstacle.
- Bombe Dangereuse (ou encore Dangerous Bomb) [uniquement dans Bomberman 4, Bomberman 64, Bomberman 64 Second Attack, Bomberman DS, Bomberman Hardball et Bomberman Generation] - Dans Bomberman 4, la bombe dangereuse est obtenue quand deux bombermen s'envoient mutuellement des bombes normales grâce au Coup de Pied (Bomb Kick). Les deux bombes entrent en collision et fusionnent formant une nouvelle bombe marquée d'un D (Dangereuse). Sa portée est faible (1 case) mais si un joueur réussit à faire fusionner cette bombe D avec une autre bombe standard alors elle devient une bombe S (Super Dangereuse) qui peut encore fusionner pour donner une bombe H (Hyper Dangereuse).
- Bombe Rouge (ou encore Red Bomb) - Cette bombe n'apparaît que dans Bomberman 64 et s'avère beaucoup plus puissante que les bombes de base. Quand un Bomberman dispose de cette bombe, la fait grossir puis la dépose ou la jette, l'explosion peut aller jusqu'à couvrir une surface égale à 50 % de celle de l'arène.

### Bonus de bomberman
- Patins (ou encore Speed Up) - Les patins à roulettes augmentent la vitesse du bomberman.
- Sabots (ou encore Speed Down) - À l'inverse des précédents, ils diminuent la vitesse du bomberman.
- Bomb Kick (ou encore Boot) - Ce bonus permet de pousser les bombes en tapant dedans à la manière d'un ballon de football. Ce bonus remplace Passe-Bombes le cas échéant.
- Gant de Puissance (ou encore Power Glove) - Le bomberman peut attraper et lancer des bombes grâce à ce gant bleu. Dans certains cas, il peut même projeter ses adversaires. Si la bombe lancée tombe sur un bloc destructible ou indestructible ou une autre bombe, elle rebondit jusqu'à ce qu'elle atteigne une case libre. Si elle tombe sur la tête d'un bomberman, elle lui fait perdre un certain nombre de ses bonus qui s'éparpillent autour de lui, permettant éventuellement à ses adversaires de les récupérer.
- Gant de Boxe (ou encore Boxing Glove) - Le gant rouge permet de boxer les bombes et ainsi de les envoyer à une certaine distance.
- Ligne de Bombes (ou encore Line Bomb) - Une option qui permet au bomberman de poser toutes ses bombes d'un seul coup, alignées devant lui.
- Pousser (ou encore Push) - Ce bonus symbolisé par un grand P rouge permet au bomberman qui le possède de pousser ses adversaires (positionnés au même endroit que lui) afin que ceux-ci soient touchés par les flammes des explosions.
- Passe-Murailles (ou encore Block Pass, Wall Pass) - Ce bonus permet de passer à travers les blocs destructibles.
- Passe-Bombes (ou encore Bomb Pass) - Permet de passer à travers les bombes. Ce bonus remplace Bomb Kick le cas échéant.
- Détonateur (ou encore Detonator, Remote Control) - Ce bonus permet de transformer toutes les bombes posées en bombes télécommandées.
- Œuf (ou encore Egg) - Un bonus assez rare qui contient divers animaux que les bombermen peuvent chevaucher. Les différents jeux proposent divers animaux possédant chacun des aptitudes particulières, parfois totalement différentes de celles que proposent les bonus.

### Bonus de vie
- Invincibilité (ou encore Fire Suit, FlameProof Jacket) - Permet au bomberman d'être totalement invincible pendant une dizaine de secondes. L'utilisateur de ce bonus clignote rapidement.
- Cœur (ou encore Heart) - Le Cœur permet d'être touché par une explosion sans pour autant mourir. Le Cœur ne marche qu'une fois.
- Vie (ou encore 1 Up) - Ce bonus augmente d'un point le compteur de vies du bomberman lors des parties solo.

### Infections
- Crâne (ou encore Skull) - Le bomberman qui prend le crâne est atteint d'une maladie choisie aléatoirement parmi tout un choix d'infections aux effets négatifs. Les maladies peuvent ainsi empêcher de poser des bombes ou au contraire obliger à en poser en permanence, elles peuvent échanger les positions de deux bombermen, ralentir drastiquement la vitesse de déplacement ou au contraire la monter au maximum, inverser les commandes ou encore obliger le bomberman à se déplacer en permanence dans la direction vers laquelle il est tourné. Les Crânes fonctionnent différemment dans chacun des épisodes de la série. Il est en général possible de s'en débarrasser en touchant un de ses adversaires qui est alors infecté ou tout simplement en attendant que la maladie s'arrête.
- Fusion (ou encore Combine/Merger) [uniquement dans Saturn Bomberman] - Permet au bomberman de fusionner avec un autre lorsqu'il le touche, ce qui a pour effet de le faire légèrement grossir et surtout de récupérer les bonus dont son adversaire disposait.
- Ebola [uniquement dans Atomic Bomberman] - Le bomberman est atteint de 3 maladies aléatoires simultanément.
- Evil [uniquement dans Bomberman 64] - Déclenche une attaque globale capable de tuer tous les bombermen présents dans l'arène.
- Devil [uniquement dans Saturn Bomberman] - Tous les bomberman sont touchés par une maladie aléatoire, y compris celui qui a pris le Devil.

## Liste des jeux de la série
Les dates de sorties se réfèrent à la 1re commercialisation au niveau mondial, soit généralement au lancement japonais.

### Jeux de labyrinthe
- 1983 - Bomberman sur MSX, NEC PC-8801, NEC PC-6001, Sharp MZ-700, FM-7 et Famicom (1985), sorti en Europe sur ZX Spectrum sous le titre Eric and the Floaters (1984)
- 1986 - Bomberman Special sur MSX — Japon seulement
- 1990 - Bomber Boy sur Game Boy (Dyna Blaster en Europe, Atomic Punk aux E-U)
- 1990 - Bomberman sur PC-Engine et sur Amiga, Atari ST et PC (1992) sous le titre Dyna Blaster, jouable à 5 joueurs
- 1991 - Bomberman sur borne d'arcade (Dyna Blaster en Europe, Atomic Punk aux E-U)
- 1991 - Bomberman II sur NES, jouable à 3 joueurs (Dyna Blaster en Europe)
- 1992 - Bomberman '93 sur PC-Engine
- 1992 - Bomberman World sur borne d'arcade (New Atomic Punk: Global Quest aux E-U, New Dyna Blaster: Global Quest en Europe)
- 1993 - Bomberman '94 sur PC Engine, sorti en Europe sur Mega Drive (1994) sous le titre Mega Bomberman
- 1993 - Super Bomberman sur SNES
- 1994 - Super Bomberman 2 sur SNES
- 1994 - Bomberman GB sur Game Boy (Wario Blast: Featuring Bomberman! en Europe et E-U, version remaniée)
- 1995 - Super Bomberman 3 sur SNES
- 1995 - Bomberman GB 2 sur Game Boy (Bomberman GB en Europe et E-U)
- 1996 - Super Bomberman 4 sur SNES — Japon seulement
- 1996 - Saturn Bomberman sur Saturn, 10 joueurs
- 1996 - Bomberman GB 3 sur Game Boy — Japon seulement
- 1997 - Super Bomberman 5 sur SNES — Japon seulement
- 1997 - Bomberman 64 sur Nintendo 64
- 1997 - Saturn Bomberman Fight!! sur Saturn — Japon seulement
- 1997 - Atomic Bomberman sur PC, 10 joueurs
- 1997 - Pocket Bomberman sur Game Boy Color
- 1997 - Neo Bomberman sur Neo-Geo MVS, Neo-Geo AES
- 1998 - Bomberman World sur PlayStation
- 1998 - Bomberman Hero sur Nintendo 64
- 1999 - Bomberman 64: The Second Attack sur Nintendo 64
- 1999 - Bomberman Max sur Game Boy Color
- 2001 - Bomberman Online sur Dreamcast (8 joueurs, en ligne) et PlayStation 2 (2004)
- 2002 - Bomberman Max 2 sur Game Boy Advance, disponible en deux versions : Blue Advance et Red Advance
- 2002 - Bomberman Generation sur GameCube
- 2002 - Bomberman Jetters sur GameCube, PlayStation 2 Game Boy Advance — Japon seulement
- 2003 - Online Bomberman (2003) sur PC, 6 joueurs, — Japon, Corée et Taiwan seulement
- Bomberman (2003), Bomberman Special (2004) et Super Bomberman sur téléphone portable (J2ME).
- 2004 - Bomberman sur N-Gage
- 2005 - Bomberman sur Nintendo DS (8 joueurs)
- 2006 - Bomberman sur PlayStation Portable
- 2006 - Bomberman: Act Zero sur Xbox 360
- 2007 - Bomberman Live sur Xbox 360, jeu en ligne
- 2008 - Bomberman Blast sur Wii (WiiWare), jeu en ligne
- 2008 - Custom Battler Bomberman sur Nintendo DS (Bomberman 2 en Europe, Bomberman II aux E-U)
- 2009 - Bomberman Blitz sur DSiWare, jeu en ligne
- 2015 - Taisen! Bomberman sur Smartphone — Japon seulement
- 2017 - Super Bomberman R sur Nintendo Switch, puis PlayStation 4, Xbox One et Microsoft Windows
- 2023 - Super Bomberman R 2 sur Nintendo Switch, PlayStation 4, PlayStation 5, Xbox One, Xbox Series et Microsoft Windows

### SérieBomberman Land
- 2000 - Bomberman Land sur PlayStation
- 2003 - Bomberman Land 2 sur GameCube et PlayStation 2 — Japon seulement
- 2005 - Bomberman Land 3 sur PlayStation 2 — Japon seulement
- 2006 - Bomberman Land Touch! sur Nintendo DS
- 2007 - Bomberman Land sur Wii
- 2007 - Bomberman Land sur PlayStation Portable
- 2008 - Bomberman Land Touch ! 2 sur Nintendo DS

### SériePanic Bomber
Panic Bomber sont des jeux d'action-réflexion à la Tetris ou Puyo Puyo :
- 1994 - Panic Bomber: Bomberman sur borne d'arcade et PC Engine (Super CD-ROM²)
- 1995 - Panic Bomber W: Super Bomberman sur Super Famicom — Japon seulement
- 1995 - Panic Bomber sur Virtual Boy — Japon et E-U seulement
- 2005 - Panic Bomber: Bomberman sur PlayStation Portable — Japon seulement

### Divers
- 1984 - 3-D Bomberman sur MSX — Japon seulement
- 1987 - Bomber King, jeu d'action sur NES, MSX2, Game Boy (RoboWarrior aux E-U) — Japon et E-U seulement
- 1996 - Bomberman B-Daman sur Super Nintendo — Japon seulement
- 1998 - Bomberman Wars, tactical RPG sur PlayStation et Saturn — Japon seulement
- 1998 - Bomberman Fantasy Race, jeu de course sur PlayStation
- 1998 - Bomberman Quest, RPG sur Game Boy Color
- 2001 - Bomberman Tournament, action-RPG sur Game Boy Advance (Bomberman Story au Japon)
- 2001 - Bomberman Kart, jeu de course sur PlayStation 2
- 2004 - Bomberman Kart DX, jeu de course sur PlayStation 2
- 2004 - Bomberman Hardball (2004) sur PlayStation 2 (Bomberman Battles au Japon)
- 2006 - Bomberman Act : Zero(2006 sur Xbox360
- 2007 - Bomberman Story DS, action-RPG sur Nintendo DS
- 2020 - Bomberman R Online, battle royale sur Google Stadia, Nintendo Switch, Xbox One, PlayStation 4[2]

### Compilations
- 1996 - Bomberman Collection sur Game Boy, contient Bomber Boy, Bomberman GB et Bomberman GB 2
- 1998 - Bomberman sur PlayStation , contient le premier Bomberman et une version remasterisée
- 2002 - Bomberman Collection Vol. 1 sur PC, contient Bomberman (1990), Bomberman '93 et Bomberman World.
- 2002 - Bomberman Collection Vol. 2 sur PC, contient Super Bomberman, Super Bomberman 2, Super Bomberman 3 et Bomberman (collection PSone, 1998).
- 2005 - Hudson Best Collection Vol.1: Bomberman Collection, sur Game Boy Advance contient Bomber Man (NES) et Bomberman 2

## Autres apparitions
Le personnage de Bomberman apparaît en tant que trophée aide dans Super Smash Bros. Ultimate. Par la suite, un costume à son effigie apparaît en tant que DLC payant.

## Produits dérivés
- Bomberman B-Daman Bakugaiden est une série animée basée sur Bomberman et de B-Daman, diffusée au Japon.

## Clones

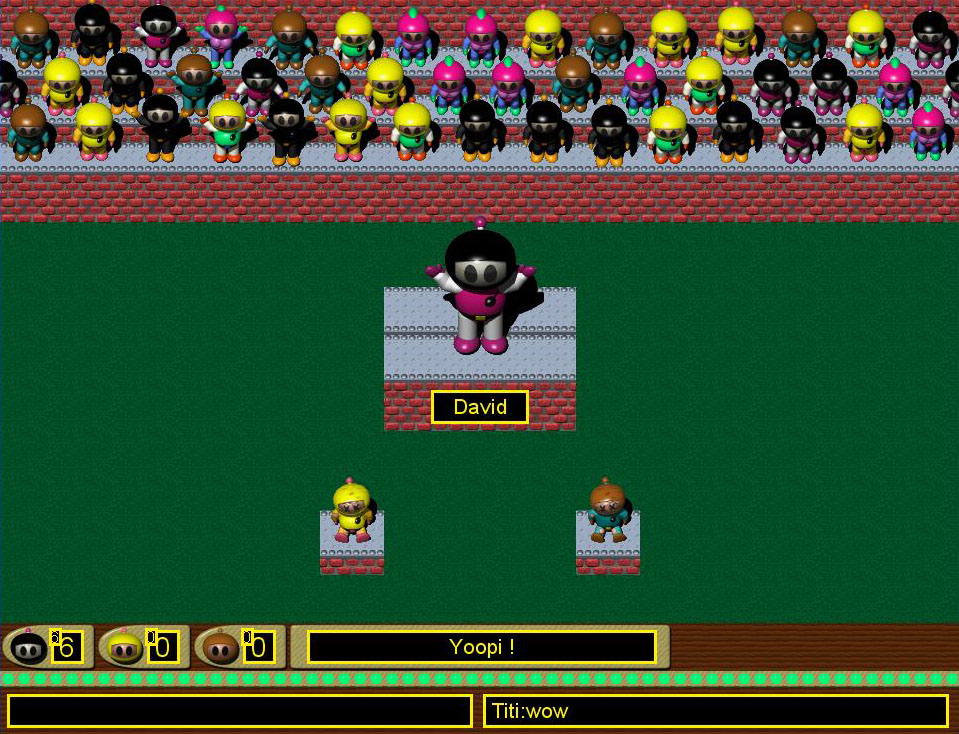
XBlast

Le jeu XBlast est un clone gratuit développé pour X Window sur Unix dans les années 1990. Il est inclus par quelques distributions Linux comme Debian.